# William Dyce
William Dyce (1806-1864) fou un pintor, dissenyador i especialista en pedagogia de l'art escocès.

## Biografia
Fill d'un metge d'una certa reputació, William Dyce va néixer a Aberdeen (Escòcia) i va estudiar a la Reial Acadèmia Escocesa (Royal Scottish Academy) a Edimburg en contra de la voluntat de son pare. Durant la dècada del 1820, viatjà en dues ocasions (1825 i 1827-1828) a Itàlia i se sentí profundament impressionat per la pintura italiana dels segles xiv i xv, especialment per l'obra de Rafael i pel problema de la pintura al fresc amb relació a la seua disposició arquitectònica. També hi tingué relació amb els natzarens alemanys, el cristianisme primitivista dels quals intentà d'adaptar a Escòcia.
Va demostrar ésser un home de gran talent, ja que, a més de ser un music excepcional, el 1828 va obtindre el premi Blackwell a Aberdeen per un assaig sobre el magnetisme animal. El 1829 es va establir a Edimburg i durant un temps només tingueren ressò els seus retrats, més aviat convencionals. El 1837 es va traslladar a Londres per a treballar a la recentment fundada Escola de Disseny del Govern (Government School of Design, més tard anomenada Royal College of Art), el consell de la qual (on hi havia Charles Lock Eastlake, Francis Leggatt Chantrey i Calcott) li encarregà l'examen de les escoles estatals de França, Prússia i Baviera. Quan retornà a Anglaterra, en fou nomenat director (1840) i això li permeté de dedicar-se a obres més ambicioses (com ara, dissenys per a la decoració del Parlament, de diverses esglésies i de les residències reials dels palaus de Buckingham i Osborne, a l'illa de Wight, ja que era un dels favorits del príncep Albert).
Durant els anys 1843-1844 va publicar una edició del Llibre de l'Oració Comuna amb una tesi sobre la música gregoriana i la seua adaptació a l'anglès.
Les seues idees sobre disseny foren molt respectades i, tot i que no va exercir gaire influència sobre els operaris, el que va ensenyar als professors fou tingut en compte. Fou un pintor versàtil, ja que, a més de retrats i teles de tema històric, pintà obres tan variades com la sentimental La primera prova de Ticià sobre color (Aberdeen, Aberdeen Art Gallery, 1856-1857) i La badia de Pegwell, a Kent (Londres, Tate, 1859-1860), un dels paisatges victorians més destacats. La brillantor dels colors i el detall naturalista construeixen un pont entre els natzarens i els prerafaelites, però el disseny acostuma a ésser més vigorós i la noblesa, més convincent que la que hi ha en les obres de totes dues escoles.

## Curiositats
L'aeroport d'Aberdeen duu el seu nom: Dyce Airport.

## Galeria

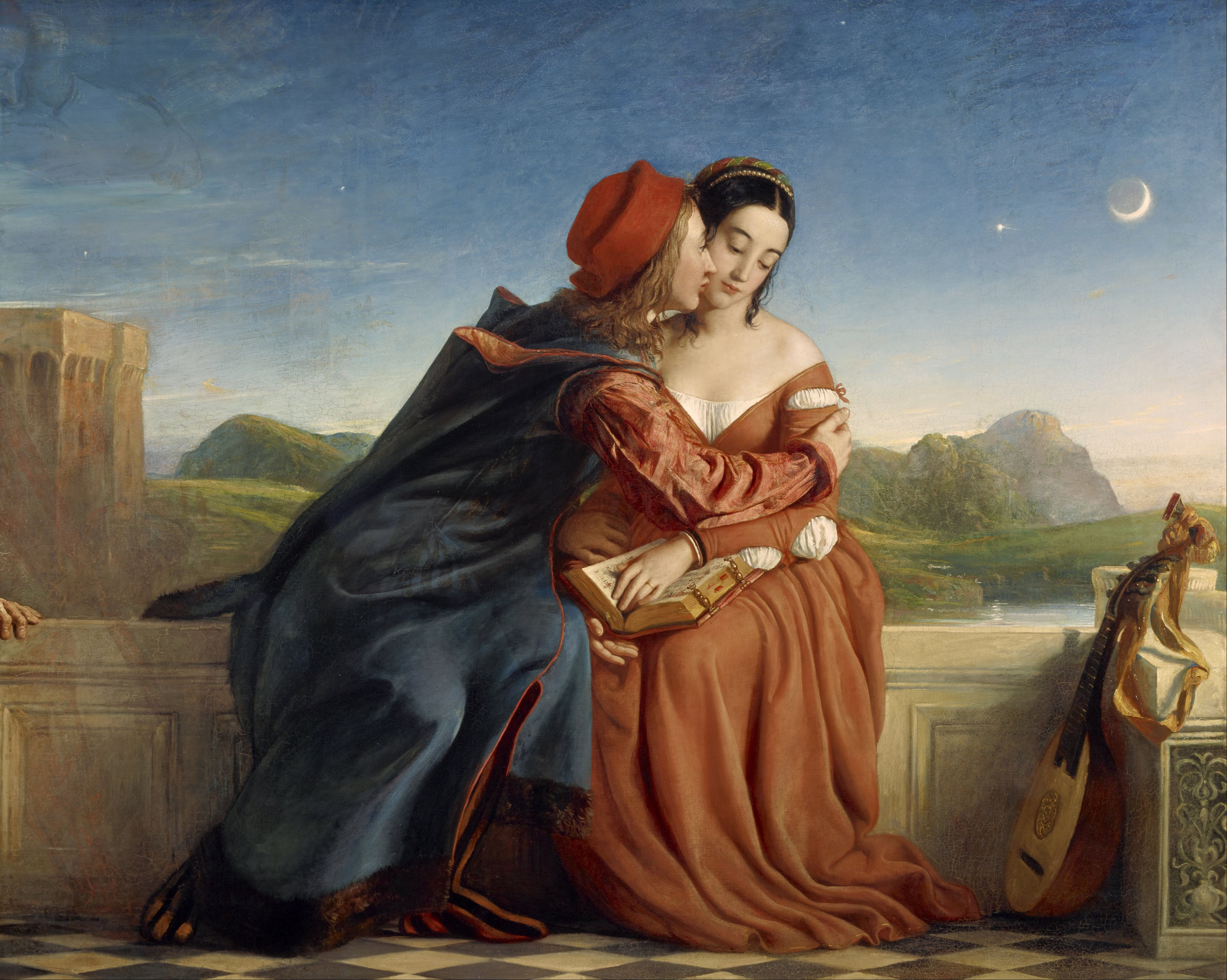
Francesca da Rimini (1837)
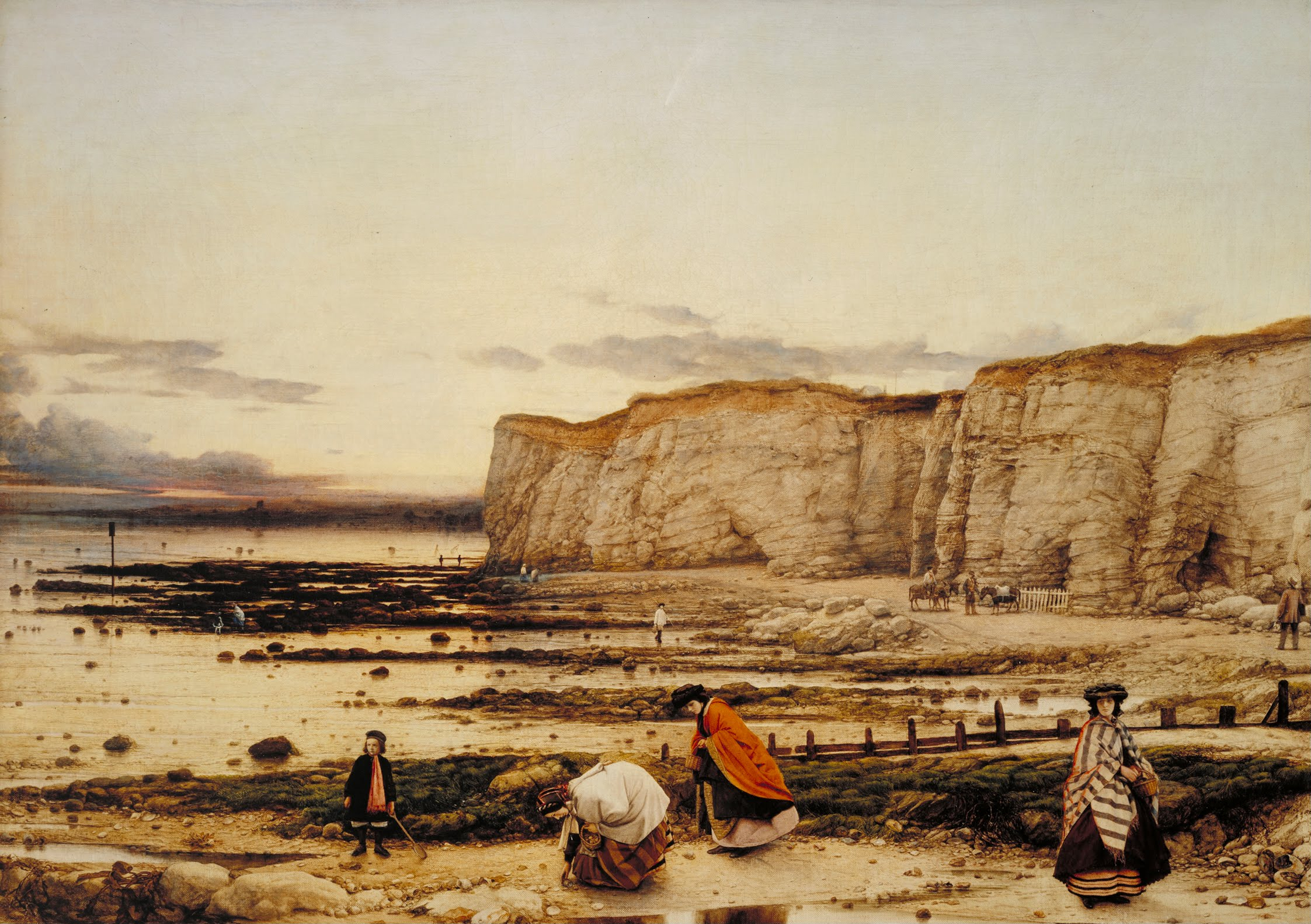
La badia de Pegwell, a Kent (cap al 1858)
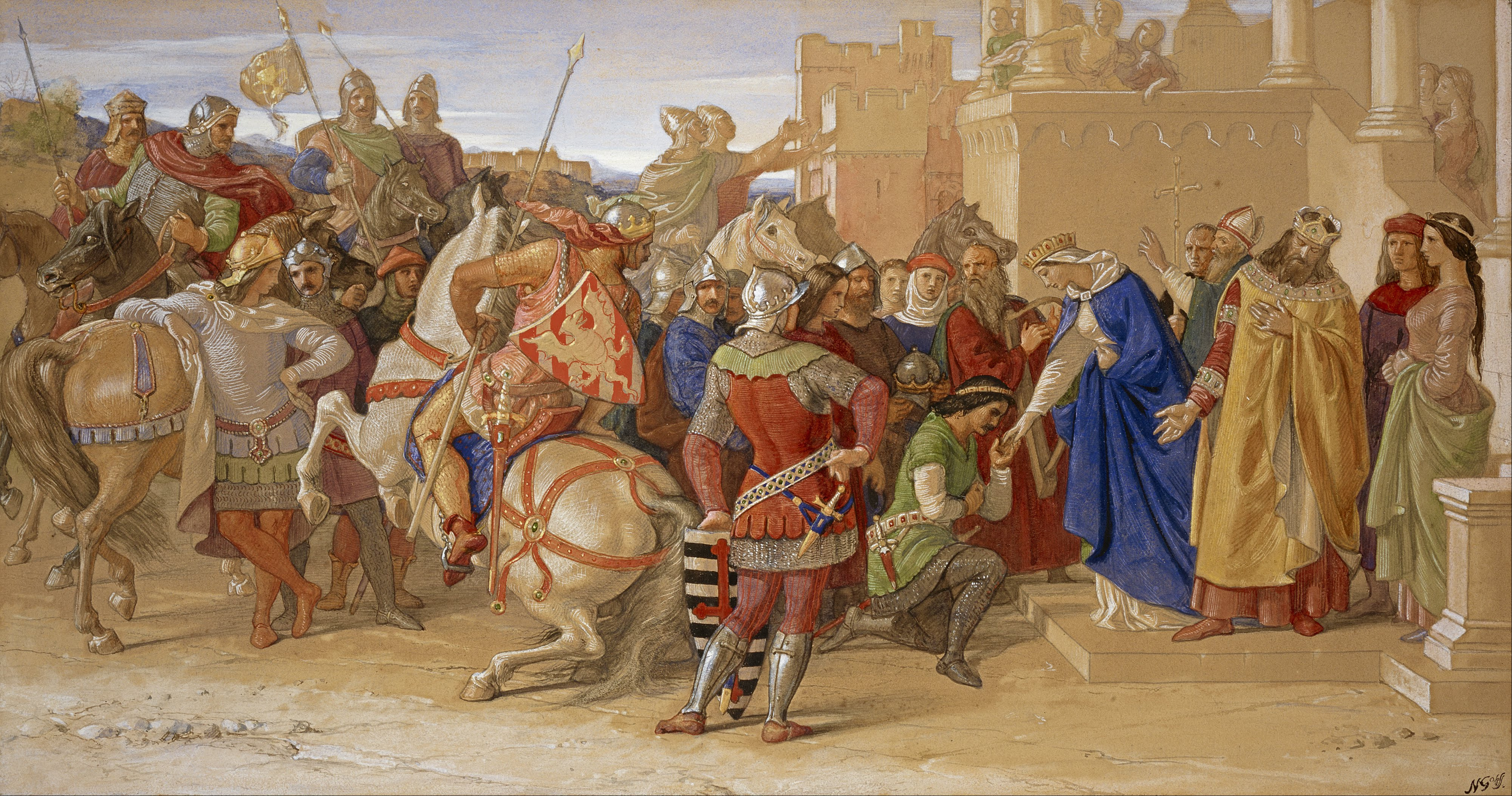
La Pietat: Els cavallers de la taula rodona a punt de marxar a la recerca del Sant Greal (1849)
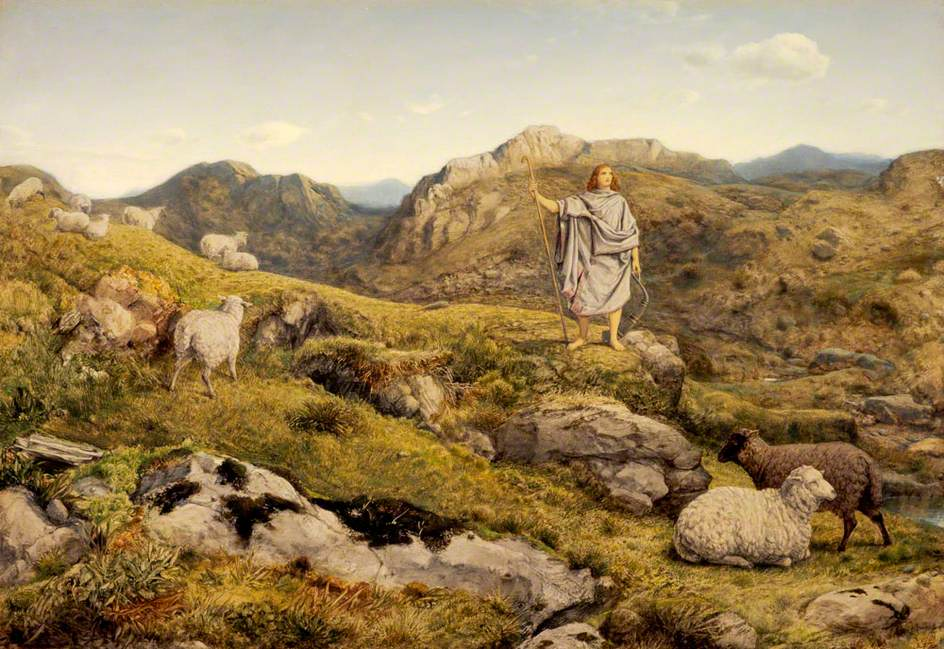
David in the Wilderness (cap al 1860)
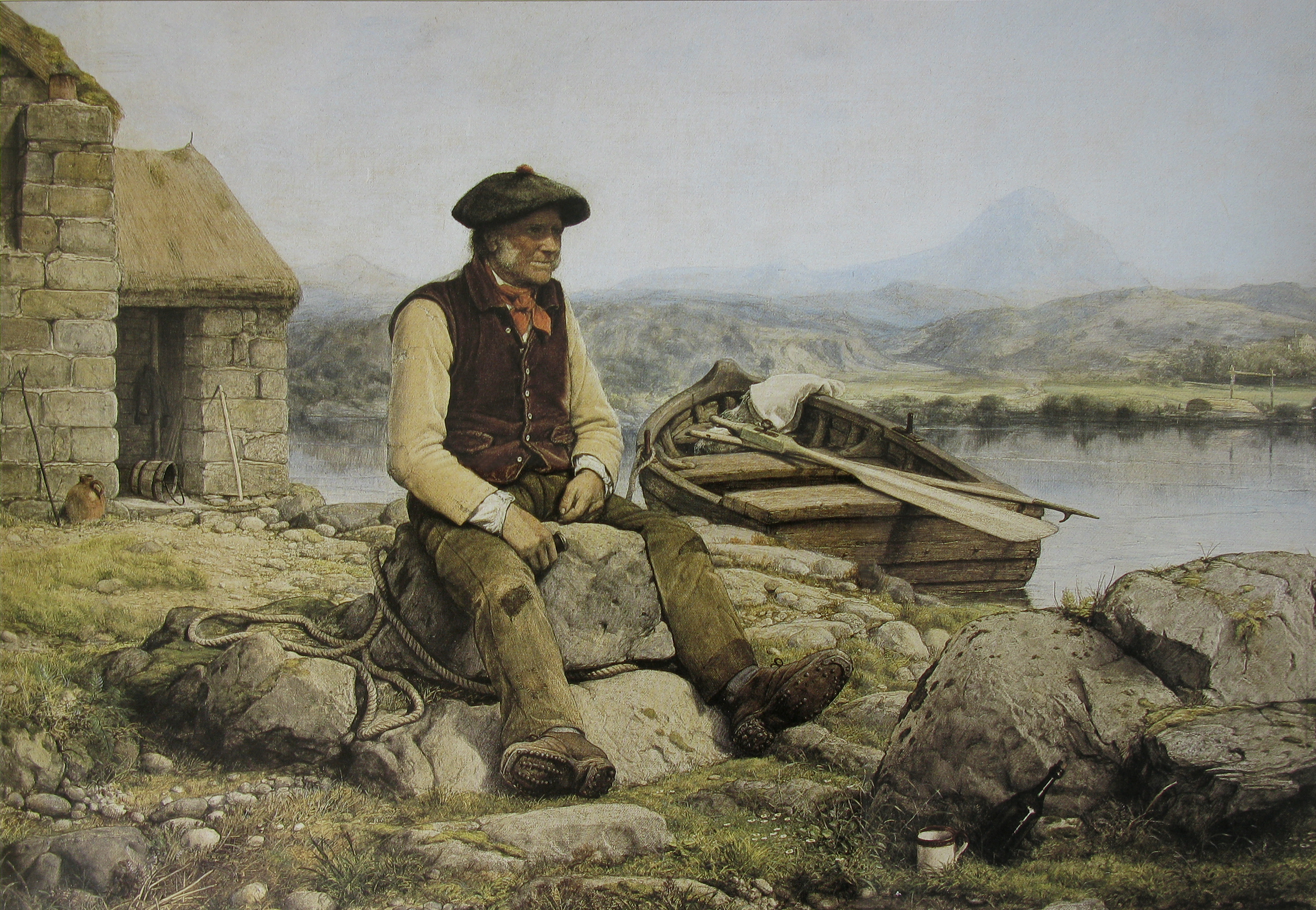
The Highland Ferryman (1858)
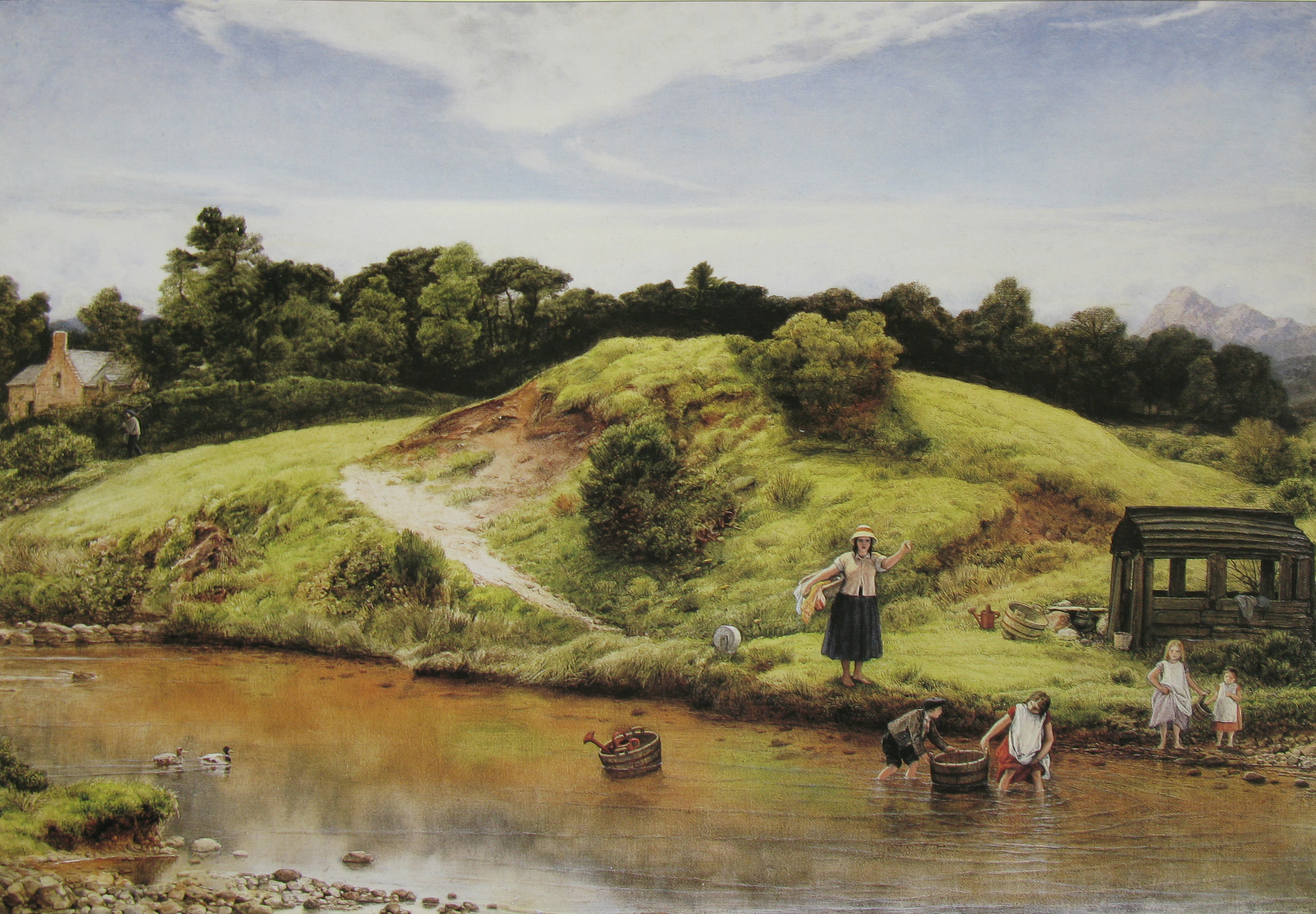
A Scene in Arran (1860)
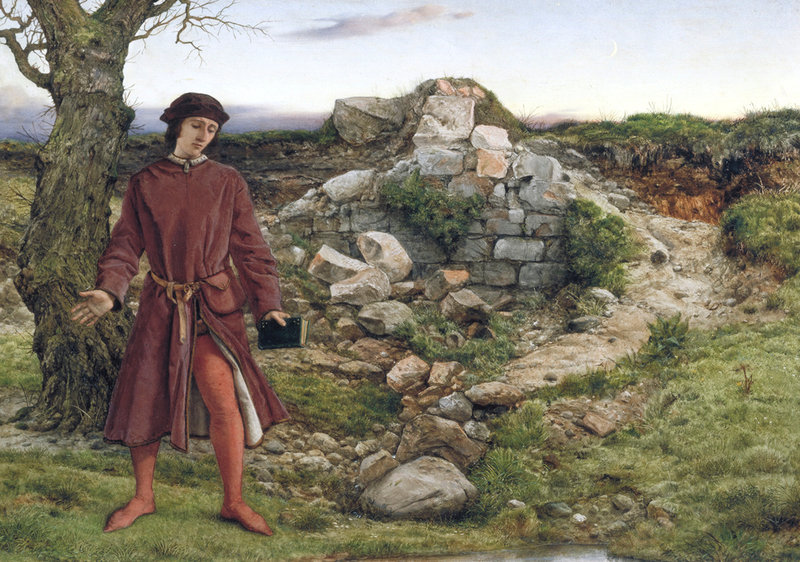
El rei Enric VI d'Anglaterra a Towton (1860)
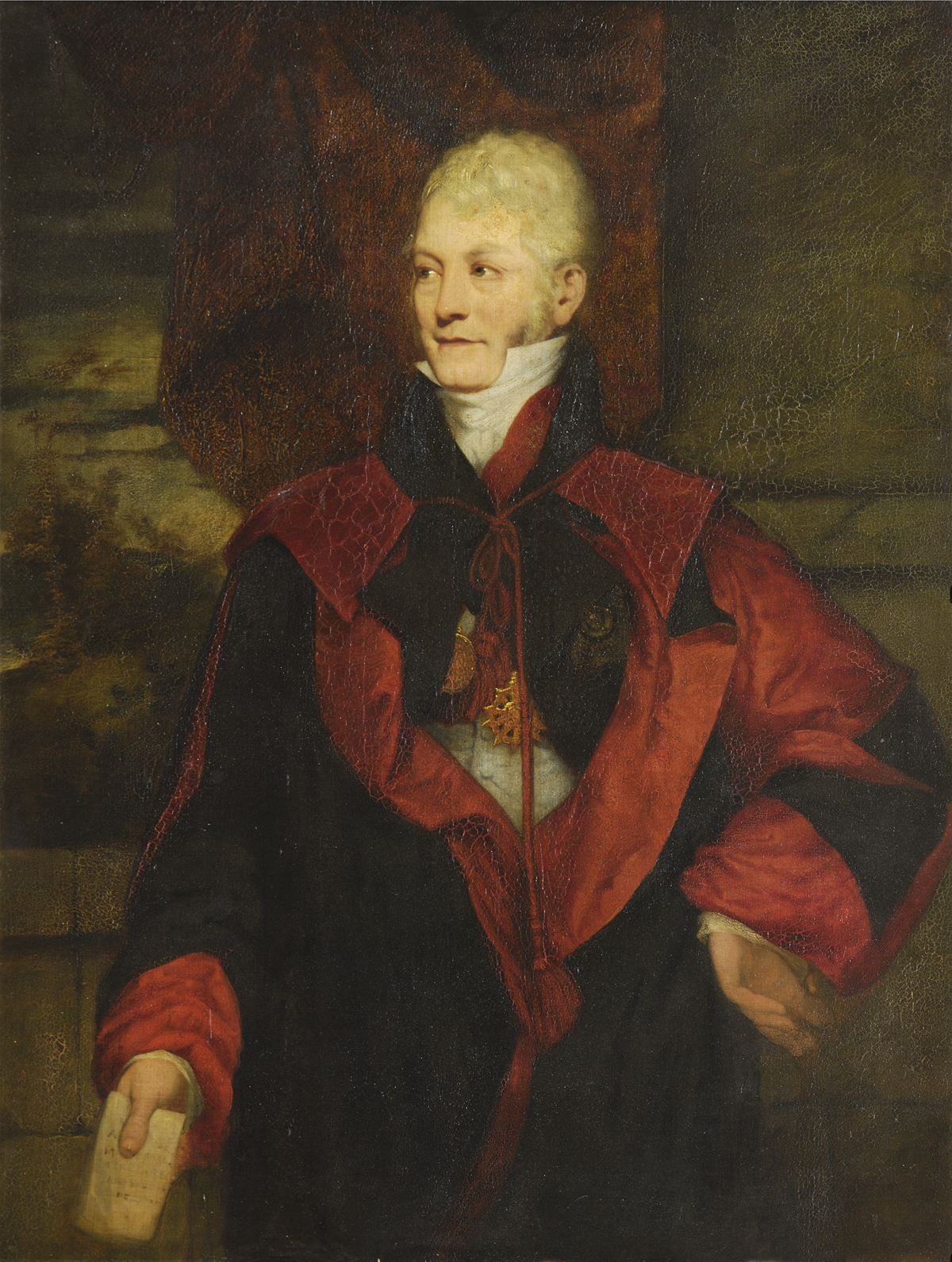
Retrat de James McGrigor (1827-1828)
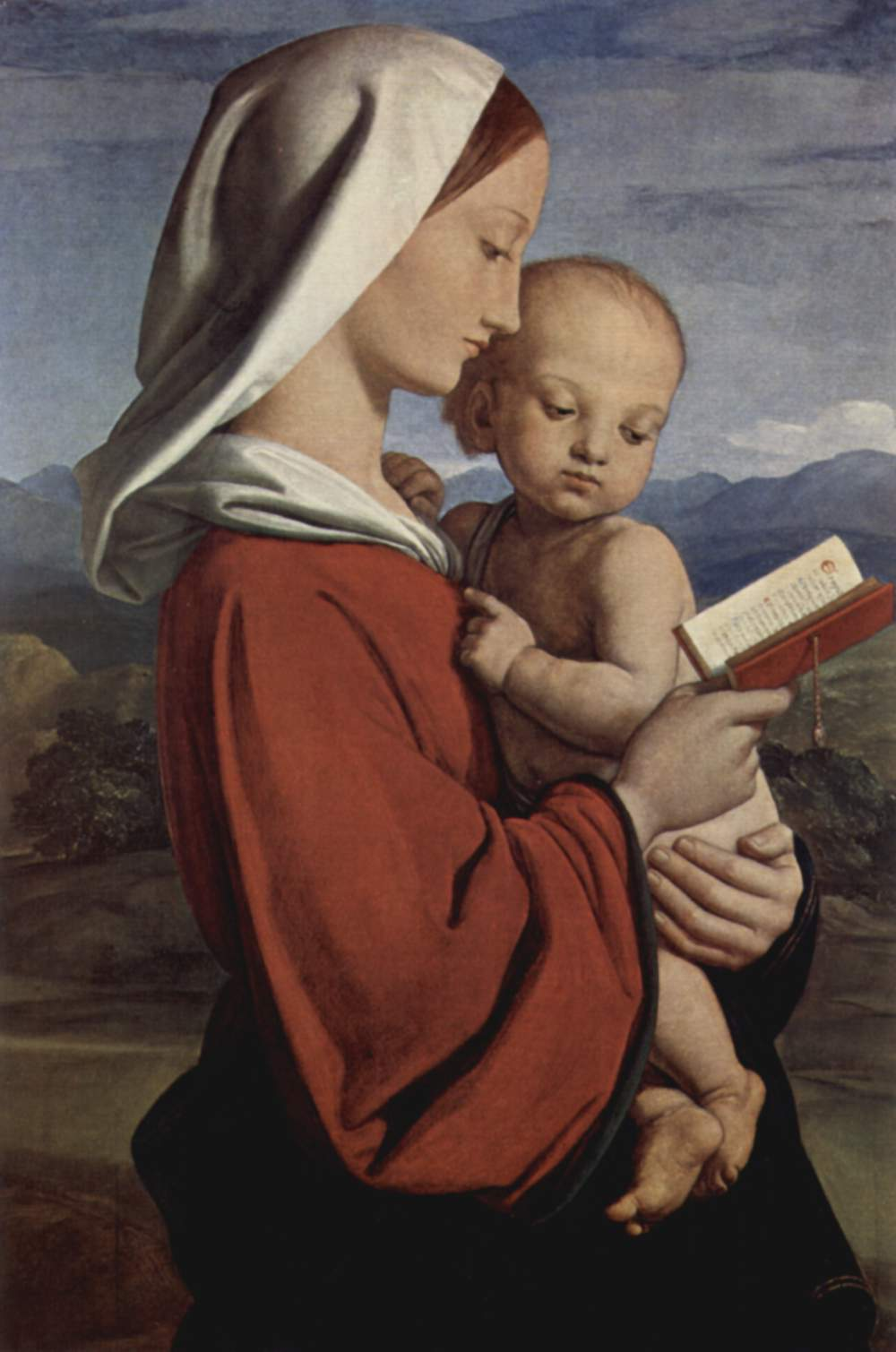
Mare de Déu amb el Nen (1845)
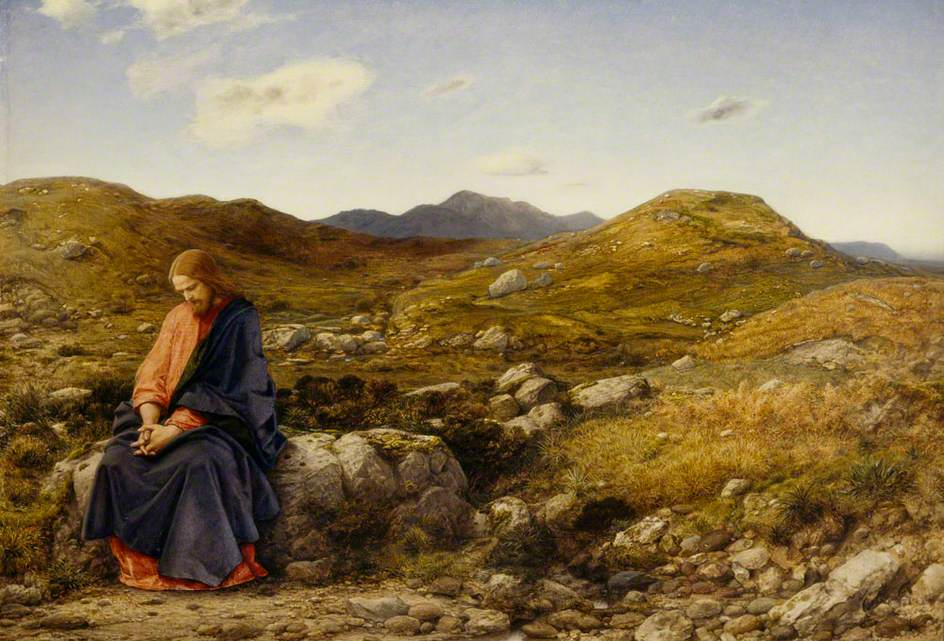
Man of Sorrows (cap al 1860)
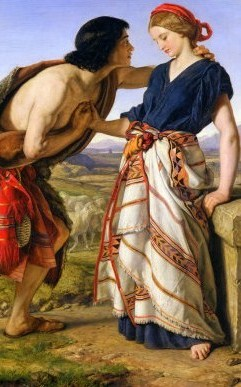
Jacob meets Rachael at the well
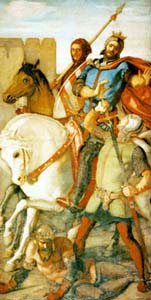
Return of Arthur William (1850)
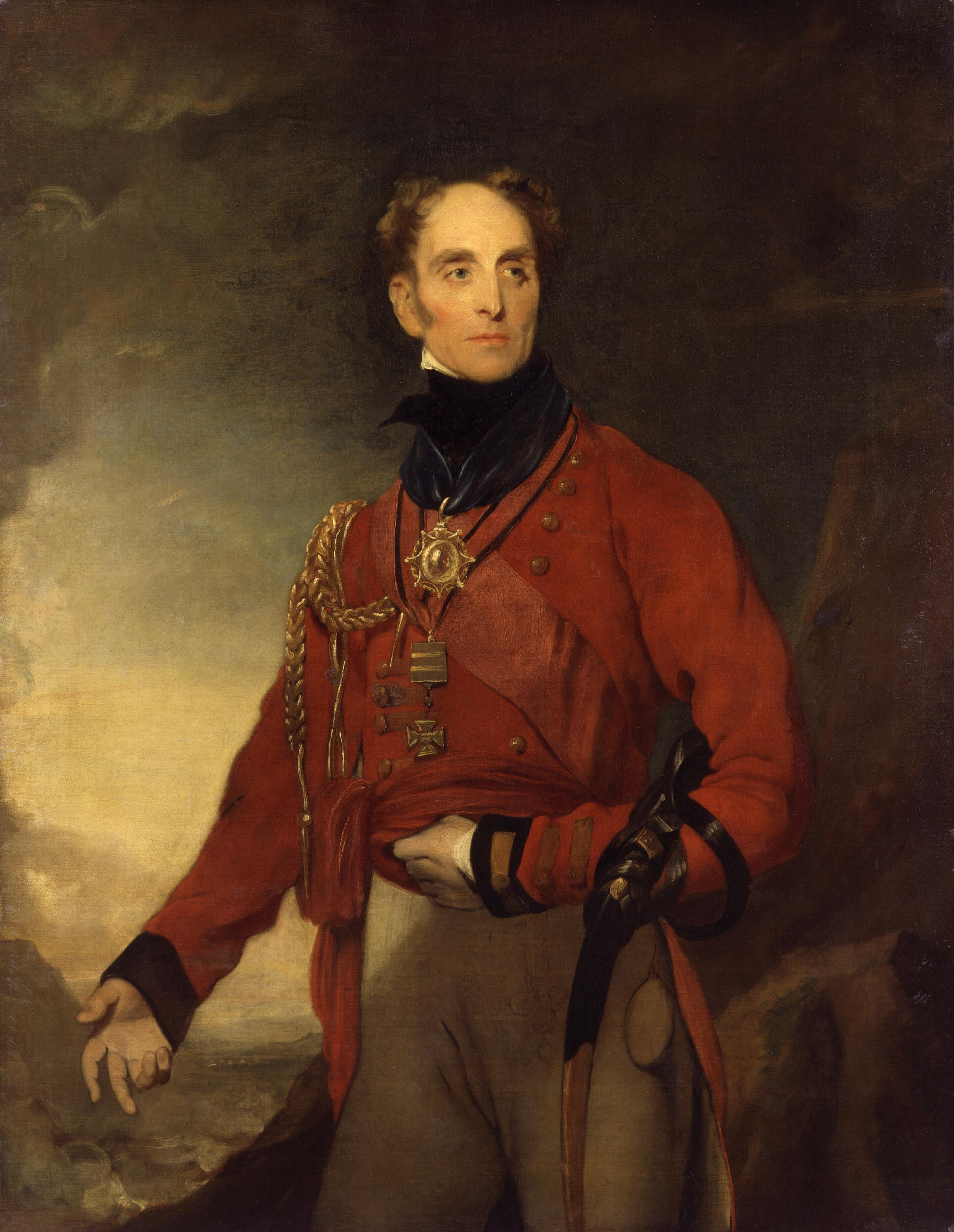
Sir Galbraith Lowry Cole
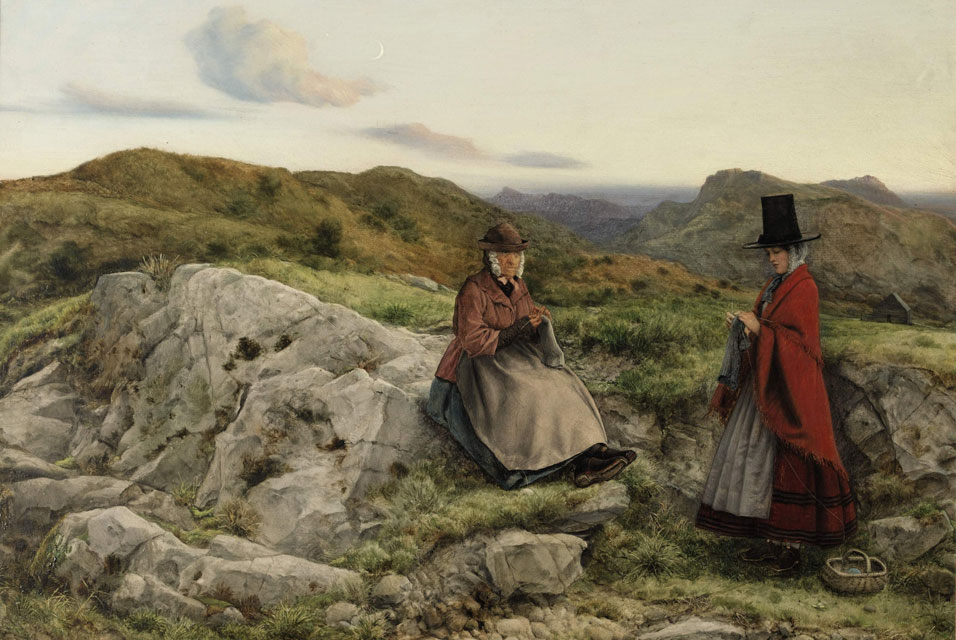
Welsh Landscape with Two Women Knitting (1860)